# Festival de Cine Corto de Popayán
El Festival de Cine Corto de Popayán está dedicado al cortometraje colombiano. Se realiza en la ciudad de Popayán, departamento del Cauca, en Colombia, en el mes de noviembre desde el año 2009.
Es organizado por la Corporación Cine Corto, entidad que agremia una parte importante del sector cinematográfico del Departamento y que además del festival realiza acciones de formación de realizadores y de públicos.

## Festival 2009
El primer festival se realizó en el año 2009 a partir del inminente cierre de la sala de cine del Teatro Bolívar de la ciudad. El objetivo fundamental era atraer nuevo público a la sala y poder propiciar un espacio sostenible. A pesar de ser un festival nuevo en una ciudad pequeña llegaron una buena cantidad de cortometrajes a su selección.
Igualmente se presentaron secciones paralelas con cortometrajes de la itinerancia de la Muestra Internacional Documental, de Mujer es Audiovisual, de la selección de cortometrajes vascos Kimuak y de InterFilm Festival de Berlín 
Los cortometrajes ganadores de esta edición fueron:
- Mejor cortometraje de ficción: No todos los ríos van al mar[5]  dirigido por Santiago Trujillo Escobar y producido por Jorge Andrés Botero
- Premio especial del jurado Habitación,[6] dirigido por Juan Carlos Zapata Rubio
- Mejor cortometraje documental: Pácora, caña y sol, dirigida por Maritza Ramírez y producida por ella y Sinalcorteros
- Mejor cortometraje de animación: El corte eléctrico[7]  dirigida y producida por María Arteaga

Los jurados fueron el profesor de la Escuela de Comunicación de la Universidad del Valle Ramiro Arbeláez, que forma parte del llamado grupo de Cali, y el profesor de filosofía de la Universidad del Cauca y realizador Guillermo Pérez La Rotta.

## Festival 2010
Para el segundo festival el equipo se fortaleció, aumentó en personal y contó con el apoyo de la coordinación de cultura de la Gobernación del Cauca, de las Universidad del Cauca, el Colegio Mayor del Cauca y la Corporación Universitaria Autónoma del Cauca.
Adicionalmente se realizó un taller de producción de la mano de Juan Pablo Tamayo  productor de la premiada película Los colores de la montaña quien también fue jurado junto a Rodrigo Vidal director de la cinemateca de la Universidad del Valle y Álvaro Muñoz Sánchez realizador documental.
Además de la selección oficial se contó con muestras del Festival de Cine Independiente de Barcelona L'Alternativa, de la Muestra Internacional Documental, de la Muestra de Cine y Video Indígena Daupará  y de la asociación de cortometrajistas de Buenos Aires Argentina.
Los cortometrajes ganadores en esta segunda versión fueron:
- Mejor cortometraje de ficción: Historias menores[13]  dirigido por Daniel Mejía.[14]
- Mejor cortometraje documental: Bucaramanga a milímetros del director Frank Rodríguez.[15]

## Festival 2011
Esta tercera versión el festival logró consolidarse. El equipo de trabajo maduró y se estructuró para hacer un excelente evento. El Ministerio de Cultura de Colombia apoyó el festival y la Fundación Universitaria de Popayán lo acogió como suyo.
Este año y con el apoyo de la escuela de comunicación social de la Universidad del Valle y su diplomado en Documental de Creación  se realizó el Seminario Internacional Las Formas del Documental en los cuales se contó con los maestros: 
- Sergio Wolf, director creativo del Buenos Aires Festival Internacional de Cine Independiente
- Oscar Campo, profesor de la Escuela de Comunicación Social de la Universidad del Valle
- Amanda Rueda, colombiana, investigadora audiovisual y documentalista, docente en la Universidad de Grenoble,
- Jorge La Ferla, argentino, máster en artes de la Universidad de Pittsburg, Pennsylvania, director artístico de la Muestra Euroamericana de Cine, Video y Artes Digitales
- Catalina Villar, colombiana-francesa, directora de cine documental, docente en París en La Fémis.

Además de la selección oficial en las categorías de Documental, Animación y Ficción se proyectaron la Muestra nacional universitario y un Panorama nacional. En total fueron más de sesenta cortometrajes de alta calidad.
Un espacio importante que abrió este año el festival fue el espacio para el videoarte en coordinación con el grupo de profesores y estudiantes de la Universidad del Cauca se realizó la muestra Para Verte Mejor, que este mismo año había estado en el Festival Internacional de Cine de Cartagena como mejor propuesta curatorial de Videoarte.
Los cortometrajes ganadores de este año fueron:
- Mejor cortometraje de animación: El basilisco Andino de Carlos Felipe Insuasty
- Mejor cortometraje de ficción: Ella y la implosión de Sebastián López Borda quien en el Festival Internacional de Cine de Cartagena de 2012 ganó la primera mención honorífica en la categoría de nuevos creadores[17]
- Mejor cortometraje documental: Mu Drua de Miledy Orozco Domico. este cortometraje ganó en el Festival Internacional de Cine de Cartagena de 2012 la India Catalina en la categoría de nuevos creadores[17]

El jurado de esta edición del festival fueron Carlos Acero, gerente de CineColor Digital Colombia, y Manuel Arias, guionista y realizador colombiano.

## Festival 2012
Se realizó entre el 20 y el 24 de noviembre
El festival contó con excelentes talleres y grandes invitados, pues la filosofía del festival es la de propiciar un espacio para que el sector audiovisual y cinematográfico se junte en torno a la pantalla y a la formación.
Miguel Urrutia es director de cine y escritor, junto con Liliana Tavera desarrolló su taller de Cine Recursivo, el cual está diseñado para diseñar y experimentar, opciones creativas de soportes para cámaras livianas, que permitan realizar movimientos complejos a muy bajo costo. 
Rubén Mendoza es un cineasta que ha desarrollado su actividad cinematográfica con énfasis en el cortometraje. La Cerca puede ser considerado como uno de los mejores cortometrajes colombianos de todas las épocas. Su largometraje La sociedad del semáforo obtuvo más de 15 premios internacionales tanto para el proceso de desarrollo como para la escritura compartió su conocimiento alrededor del desarrollo de proyectos de cortometraje.
Diego García Moreno, miembro fundador de la asociación de documentalistas ALADOS. El corazón fue uno de sus primeros trabajos documentales en donde explora íntimamente la simbología que este órgano tiene en Colombia, que tuvo gran impacto por la forma de distribución, al lograr aliar a más de 200 espacios de alternativos proyección en los cuales su película se vio en simultánea. Su última película llamada Beatriz González ¿Por qué lloras si ya reí? se proyectó en cementerios del país, haciendo que el espectador reflexione alrededor del tema de la muerte. Realizó el Taller de Documental y construcción de personajes.
Salvo Basile es reconocido en el país por su actuación en diversas telenovelas nacionales, sin embargo su gran pasión es el cine, por él llegó a Colombia hace más de treinta años, actualmente es el presidente del Festival Internacional de Cine de Cartagena, el más importante del país, compartió su visión alrededor de los eventos cinematográficos en Colombia.
Los ganadores: categoría de Animación Trasmundos de Miller Muñoz, en documental Generación Bienestarina de Dino Ventolini Zuluaga y en ficción Benjamín en Tecnicolor de Ángela Tobón Ospina y Juan David Gil Palacio

## Festival 2013
Se realizó entre el 19 y 23 de noviembre. 
Tuvo como invitados al Fotógrafo español Alfonso Parra, a la directora Ana Sofía Osorio, al postproductor de Sonido Daniel Najar El Gato, al documentalista Camilo Jaramillo, al realizador Carlos Hernández y a la actriz Angélica Blandón y al menos 25 realizadores y realizadoras jóvenes de todo el país. 
Esta quinta versión del Festival de Cine Corto de Popayán tuvo una variada e interesante oferta académica y de formación.
Carlos Hernández, realizador de cine, reconocido por su cortometraje Marina la Esposa del Pescador, compartió sus experiencias y conocimientos a través del taller "No hacemos planos. Contamos historias". Alfonso Parra, director de Fotografía, aportó para el fortalecimiento de la realización cinematográfica con su taller de Cinematografía Digital. Además Daniél Garcés Najar "el gato" expuso desde su experiencia un taller de diseño sonoro. Ana Sofía Osorio, la directora de Sin Palabras, compartió la experiencia en la dirección de su ópera prima y además realizó un taller denominado Cine Posible, resistiendo con ideas. Angélica Blandón realizó un conversatorio sobre su experiencia actoral, además realizó un taller de expresión corporal. Por último el documentalista Camilo Botero Jaramillo, quien además de compartirnos su último largometraje Gorgona, historias fugadas, conversará con el público del festival alrededor de su trabajo como documentalista. Su anterior trabajo 16 memorias ha sido reconocido nacional e internacionalmente y su forma de trabajo paciente y dedicado.
Además de la selección oficial se realizó la Muestra Panorama, la Muestra nacional Universitaria y una muestra Local. También se contó con la Itinerancia de la Muestra Internacional Documental. Se proyectaron los largometrajes Don Ca de Patricia Ayala, Sin Palabras de Diego Fernando Bustamante y Ana Sofía Osorio y La Gorgona, historias fugadas de Camilo Botero Jaramillo.
Ganadores: Categoría Animación Fabricia de Cecilia Traslaviña; Categoría Documental Wuejia Nyi (el camino del viento) de Diana Marcela Torres Llantén; Categoría Ficción Kalashnikov de Juan Sebastián Mesa

## Palmarés
2009
- Mejor Cortometraje de Animación Corte eléctrico dirigida y producida por María Arteaga
- Mejor Cortometraje Documental Pácora, caña y sol dirigida por Maritza Ramírez
- Mejor Cortometraje de Ficción No todos los ríos van al mar dirigido por Santiago Trujillo Escobar
- Premio Especial del Jurado Habitación dirigido por Juan Carlos Zapata Rubio

Jurado
Guillermo Pérez La Rotta
Ramiro Arbeláez Ramos
2010
- Mejor Cortometraje de Ficción Historias menores dirigido por Daniel Mejía.
- Mejor Cortometraje Documental Bucaramanga a milímetros dirigido por Frank Rodríguez.

Jurado
Rodrigo Vidal
Álvaro Muñoz Sánchez
Juan Pablo Tamayo
2011
- Mejor Cortometraje de Animación El Basilisco Andino dirigido por Carlos Felipe Insuasty
- Mejor Cortometraje Documental Mu Drua dirigido por Miledy Orozco Domico.
- Mejor Cortometraje de Ficción Ella y la implosión dirigido por Sebastián López Borda

Jurados
Carlos Acero
Manuel Arias
2012
- Mejor Cortometraje de Animación Trasmundos dirigido por Miller Muñoz
- Mejor Cortometraje Documental Generación Bienestarina dirigido por Dino Ventolini Zuluaga
- Mejor Cortometraje de Ficción Benjamín en Tecnicolor dirigido por Ángela Tobón Ospina y Juan David Gil Palacio  Jurados  Miguel Urrutia  Diego García Moreno  Salvo Basile

2013
- Mejor Cortometraje de Animación Fabricia dirigido por Cecilia Traslaviña
- Mejor Cortometraje Documental Wuejia Nyi (el camino del viento) dirigido por Diana Marcela Torres Llantén
- Mejor Cortometraje de Ficción Kalashnikov dirigido por Juan Sebastián Mesa  Jurados  Alfonso Parra  Carlos Hernández  Ana Sofía Osorio  Daniel Garcés Najar

2014
- Mejor Cortometraje Documental Cesó la horrible noche dirigido por Ricardo Restrepo
- Mejor Cortometraje de Ficción Lux Aeterna dirigido por Carlos Triviño Mamby
- Mejor Cortometraje de Animación Alexandra dirigido por David Silva
- Mejor Serie Web Deja Vú dirigido por Juan Francisco Pérez  Jurados  Efraín Bahamón  Adriana Moreno  Oscar Andrade

2015
- Mejor Cortometraje de Animación Una Gallina de la directora Alejandra Arboleda
- Mejor Cortometraje de Ficción Lejanía dirigido por Alirio Cruz
- Mejor Cortometraje Documental Alumbrando Caminos dirigido por Paola Figueroa
- Series Web Noobs dirigido por Ismael Egui  Jurados  Diego Alfonso Yhama Valero  Franco Lolli  David Silva  Eduardo Otálora Marulanda

2016
- Mejor Cortometraje de Ficción Forastero dirigido por Iván Gaona
- Mejor Cortometraje Documental In the cystal skin dirigido por Michaela O Brien
- Mención de honor documental La bendita manía de contar dirigido por Emanuel Giraldo
- Mejor Cortometraje de Animación Llave de papel dirigido por Jenaro González Páez
- Cauca DeMuestra Jorge dirigido por Sergio Montenegro
- Del dicho al hecho Lab Miguel escrito por Cesar Almanza  Jurados  Helder Quintero Rivera  Juan Sebastián Mesa  Juan Pablo Bonilla Rengifo

2017
- Mejor Cortometraje de Animación Camino de agua para un pez dirigida por Mercedes Marro
- Mención de honor animación Lupus dirigido por Carlos Gómez Salamanca
- Mejor Cortometraje de Ficción Cementerio dirigido por Luis Fernando Villa Botero
- Mejor Cortometraje Documental Perdón y olvido dirigido por Lena Isabel Barrera Mosquera
- Mención de honor documental Marejada Feliz dirigido por Liberman Arango Quintero
- Cauca DeMuestra Sembrar para resistir dirigido por David Bucheli y Javier Tovar
- Del Dicho al Hecho LabLa sombra y la niebla escrito por Cesar Mauricio Muñoz  Jurados  Tania Cárdenas

Javier Mejía  Diana Camargo Soler  Jorge Román
2018
- Mejor Cortometraje Documental Portete dirigida por Efigenia Cuervo, de los Niños Producciones
- Mención de Honor documental La flor de la lengua de la vaca dirigida por Germán Reyes Ruiz
- Mejor Cortometraje de Animación Cárcel dirigida por Catalina Vásquez
- Mejor Cortometraje de Ficción Storylines de Juan Manuel Betancourt
- Cauca De Muestra Los maestros de la esgrima dirigida por Carlos Alberto Mera Jiménez
- Del Dicho al Hecho lab Nuestra piel escrita por Camila Diaz.  Jurados  Tania Cardenas Pulsen  Jorge Román  Rudolf Mestdagh  Juan Pablo Bonilla Rengifo  Diego García Moreno  Marcela Rincón  Maritza Rincón

2019
- Mejor Cortometraje de Animación Méndigo ruido dirigido por Juan David León Quiroga.
- Mención de honor de animación Seis PM dirigido por Mónica Baptiste.
- Mejor Cortometraje Documental Memorias de Guamocó dirigido por Daniel Ifanger y Mario Niño Villamizar.
- Mejor Cortometraje de Ficción La memoria de los peces dirigido por Christian Mejía Carrascal.
- Del Dicho al Hecho Lab La última puerta escrito por Cristian Hidalgo  Jurados  Andrés Hoyos Velásquez  Laura Méndez  Gonzalo Restrepo Sánchez  Fabián Ramírez

2020
- Mejor Cortometraje de Animación Alebrijes dirigido por Luis Salas y producido por María Posada Mylott
- Mejor Cortometraje Documental Atmósferas dirigido por Leinad Pájaro de la Hoz y producido por Leinad Pájaro de la Hoz y Dany Celeiro Rodríguez
- Mejor Cortometraje de Ficción El tamaño de las cosas dirigido por Carlos Felipe Montoya y producido por Isabel Cristina Vásquez
- Del Dicho al Hecho Lab Tibaquirá y Becerra escrito por Cindy Janeth García Llanos  Jurados  Juan Carlos Moreno Urán  Oscar Eduardo Potes González  Germán Alberto Ossa Echeverri  Alejandro R. González.

2021
- Mejor Cortometraje de Animación Todo es culpa de las sal dirigido por María Cristina Pérez
- Mejor Cortometraje de Ficción Yalo Poñinkau de Luis Tróchez Tunubalá
- Mejor Cortometraje Documental Una telenovela de guapas de Colectivo Armario Abierto
- Mejor Cortometraje Experimental 84 dirigido por Daniel Santiago Cortés
- Mejor Videodanza Rojo Rubí de Junior Carrillo Castaño y Juan Fernando Morales Londoño
- Del Dicho al Hecho Laboratorio de Desarrollo de Cortometrajes Sábanas blancas escrito por Juan Diego Monsalve Gallego

2022
- Mejor Cortometraje de Animación Boa, dirigida por Nicolas Eduardo Parra y producido por Julián Andrés Sánchez y Raúl García.
- Mejor Cortometraje de Ficción Golem, dirigida por Andrés Jiménez Quintero y producida por Paula Andrea Cardona.
- Mejor Cortometraje Documental Two-Spirit dirigido por Mónica Taboada-Tapia y Beto Rosero.
- Mejor Cortometraje Experimental Aribada dirigida por de Simon(e) Jaikiriuma Paetau & Natalia Escobar.
- Mejor Cortometraje Caucano Nosotros Procedemos dirigida y producida por Santiago Narváez.
- Mejor Corto Comunitario Kelly dirección y producción Cristian Daniel Sánchez Rosas.

2023
Mejor Cortometraje de Animación Color-ido dirigido por Estefanía Piñeres Duque y producido por Alejandro Zapata Muneva.
Mejor Cortometraje de Ficción Libre dirigido y producido por Julián Martínez 
Mejor Cortometraje Documental Avalancha dirigida por Daniel Cortés y producida por Daniel Cortés, José Manuel Duque y Germán García
Mejor Cortometraje Experimental Hippomane Mancinella dirigido y producido por Ricardo Muñoz Izquierdo.
Mejor Cortometraje Caucano Digno retrato dirigido por Fanny Aparicio Blackburns y priducido por Lorena Sierra y John Edward Myers.
Mejor Corto Comunitario Carlitos dirigido por Karol Melisa Tamayo Bayona y producido por Darinson Amaya Álvarez y Nicolas Acuña Flórez.
Mejor Corto Indígena Yu’çejeka. Dirigido por Yaid Bolaños y Mateo Leguizamón y producido por Mateo Leguizamón
Del Dicho al Hecho Laboratorio de Desarrollo de Cortometrajes Viejo Samán de Fanny Aparicio Blackburns (guionista y directora) y Lorena Sierra Carmona (productora)